# 에디 캔터
에디 캔터(Eddie Cantor, 본명(本名)은 에드워드 이즈레이얼 이즈코위츠(Edward Israel Iskowitz), 1892년 1월 31일 ~ 1964년 10월 10일)는 미국의 배우 겸 가수이다

## 생애
1907년 연극배우 첫 데뷔하였고 이후 희극배우와 탭 댄스 무용가 겸 안무가로도 활약하였으며 1917년 가수 데뷔하였고 이어 같은 해 뮤지컬 배우 데뷔하였으며 이후 성우와 라디오 진행자로도 활약하였고 1926년 미국 영화 《Kid boots》의 주연으로 영화배우 데뷔하였다.

## 유명세
그는 인도주의자로서도 명성이 높은 할리우드 희극영화배우 겸 싱어송라이터였다. 또한 1941년에는 브로드웨이 뮤지컬 《Banjo eyes》에서도 호연을 펼친 그는 보통적으로 대한민국 국내에서는 《Santa Claus is coming to town》이라는 노래의 오리지널 원곡 가수로도 잘 알려져 있다.

## 연극
- 넬리 블라이